# Hamit Altıntop
Hamit Altıntop (født 8. december 1982 i Gelsenkirchen) er en tyskfødt tyrkisk tidligere fodboldspiller (midtbanespiller). Han har gennem karrieren blandt andet spillet for FC Schalke 04, Bayern München og Real Madrid og sluttede sin karriere i SV Darmstadt 98.
Med Bayern München var Altintop to gange med til at vinde både det tyske mesterskab samt DFB-Pokalen.
Altıntops tvillingebror, Halil Altıntop, er også professionel fodboldspiller.

## Landshold
Altıntop spillede 84 kampe og scorede syv mål for Tyrkiets landshold, som han debuterede for i 2004. I modsætning til sin bor Hamit blev han udtaget til den tyrkiske trup til EM i 2008 og var her med til at nå semifinalerne.

## Titler og anerkendelser
Bundesligaen
- 2008 og 2010 med Bayern München

DFB-Pokal
- 2008 og 2010 med Bayern München

FIFA Puskás-prisen
- Vinder 2010 for et mål scoret for det tyrkiske landshold med Kazakhstan